# From Under the Cork Tree
From Under the Cork Tree är det tredje albumet av Fall Out Boy, släppt den 3 maj, 2005. Titeln är tagen från en rad i en bok, The Story of Ferdinand av Munro Leaf.

Tre singlar släpptes från albumet, "Sugar We're Goin' Down" var den första, "Dance, Dance" den andra, och "A Little Less Sixteen Candles, a Little More 'Touch Me'" den tredje.

## Låtlista
| Nr  | Titel                                                                                        |      |
| --- | -------------------------------------------------------------------------------------------- | ---- |
| 1.  | "Our Lawyer Made Us Change the Name of This Song So We Wouldn't Get Sued"                    | 3:08 |
| 2.  | "Of All the Gin Joints in All the World"                                                     | 3:11 |
| 3.  | "Dance, Dance"                                                                               | 3:00 |
| 4.  | "Sugar We're Goin' Down"                                                                     | 3:49 |
| 5.  | "Nobody Puts Baby in the Corner"                                                             | 3:20 |
| 6.  | "I've Got a Dark Alley and a Bad Idea That Says You Should Shut Your Mouth (Summer Song)"    | 3:11 |
| 7.  | "7 Minutes in Heaven (Atavan Halen)"                                                         | 3:02 |
| 8.  | "Sophomore Slump or Comeback of the Year"                                                    | 3:23 |
| 9.  | "Champagne for My Real Friends, Real Pain for My Sham Friends"                               | 3:23 |
| 10. | "I Slept with Someone in Fall Out Boy and All I Got Was This Stupid Song Written about Me"   | 3:30 |
| 11. | "A Little Less Sixteen Candles, a Little More 'Touch Me'"                                    | 2:49 |
| 12. | "Get Busy Living or Get Busy Dying (Do Your Part to Save the Scene and Stop Going to Shows)" | 3:27 |
| 13. | "XO"                                                                                         | 3:40 |

## Singlar
| År   | Singel                                                    |
| ---- | --------------------------------------------------------- |
| 2005 | "Sugar, We're Goin Down"                                  |
| 2005 | "Dance, Dance"                                            |
| 2006 | "A Little Less Sixteen Candles, a Little More "Touch Me"" |

## Låtinformation
- Det har tidigare rapporterats att låten "Our Lawyer Made Us Change the Name of This Song So We Wouldn't Get Sued" hette "I Liked You a Whole Lot Better Before You Became a Fucking MySpace Whore" innan Fall Out Boys advokater ingrep och fick dem att ändra titeln. Låten skulle från början heta "My Name is David Ruffin... And These Are The Temptations.  Med advokaterna antyder att "I Liked You a Whole Lot Better Before You Became a Fucking MySpace Whore" är en helt annan låt.
- Låten "Nobody Puts Baby in the Corner" är tagen från filmen Dirty Dancing, repliken sägs där av Johnny Castle (spelad av Patrick Swayze).
- "Of All the Gin Joints in All the World" är en referens på ett citat av Humphrey Bogart in Casablanca.
- Spår 12 heter "Get Busy Living or Get Busy Dying". Det är ett citat från Nyckeln till frihet.
- Låten "Champagne for My Real Friends, Real Pain for My Sham Friends" är ett citat av Edward Norton i filmen, 25th Hour; det i sin tur, är en referens till Tom Waits.
- I "Sugar We're Going Down" refereras det till ett citat av Homer Simpson (i episod 15, säsong 12 av TV-serien The Simpsons): "...cause that's just who I'm this Week" i episod 15, säsong 12 av TV-serien The Simpsons. (Namnet Fall Out Boy är också hämtade ur The Simpsons. (En bifigur till rollfiguren "Radioactive Man", Fallout Boy.))